# Antiplanes bulimoides
Antiplanes bulimoides är en snäckart som beskrevs av Dall 1919. Antiplanes bulimoides ingår i släktet Antiplanes och familjen Turridae. Inga underarter finns listade i Catalogue of Life.